# Lion-Rapide
Lion-Rapide is een Belgisch historisch merk van fietsen, invalidenwagens en motorfietsen. Deze laatste werden ook als Salira op de markt gebracht.
Ze werden geproduceerd door Steveninck & Fils, vanaf 1953 S.A. Lion Rapide, Alost van 1936 tot 1957.

## Voorgeschiedenis
Het bedrijf werd in 1923 opgericht door het echtpaar Camille Steveninck-Huylebroek in Hofstade. Hun zoons werden direct bij het bedrijf betrokken: Frans voor de administratie en verkoop en Lucien voor de techniek. Tevens werd Adolphe Föhl (later betrokken bij Kreidler) als adviseur aangetrokken. Het bedrijf deed aan emailleren en vernikkelen maar bouwde daarnaast ook (zeer degelijke) fietsen. Deze fietsen werden al snel populair, het bedrijf te klein en in 1930 verhuisde men naar de Pieter Couckestraat in Aalst, maar enkele jaren later was het bedrijf hier alweer uit gegroeid en verplaatste men het naar de Kattestraat. Er werden toen al gemotoriseerde fietsen (waarschijnlijk met 60- en 74 cc Sachs-blokjes) en invalidenwagens gemaakt.

## Lion-Rapide motorfietsen
Vanaf 1936 werden echte motorfietsen gemaakt, waarbij men vasthield aan de inbouwmotoren van Sachs, nu met 100- en 125 cc.
Gedurende de Tweede Wereldoorlog werd de productie stilgelegd, maar de familie ontwikkelde in deze jaren een hydraulische telescoopvork. Bovendien werden - clandestien - enkele triporteurs op bestelling geleverd. In 1946 ging het bedrijf direct weer aan de slag. De Duitse Sachs-blokken moesten uiteraard wijken, men ging over op Britse Villiers-tweetakten, aanvankelijk van 125- en 200 cc.
De familie Steveninck besloot het meteen groots aan te pakken: er werden testrijders ingehuurd om de nieuwe voorvork te testen en er kwamen coureurs die de seriemotorfietsen in betrouwbaarheidsriten bestuurden. Het bedrijf groeide weer uit zijn pand en de productie-afdeling verhuisde naar Erembodegem.
Lion-Rapide had zijn succes grotendeels te danken aan het feit dat men zich bij de "lichte" motorfietsjes had gehouden; in de crisisjaren waren die nog te verkopen en ook kort na de oorlog waren ze betaalbaar en nuttig voor veel klanten. Maar in 1951 kwam er toch een omslag: Er werd een viertakt gepresenteerd met het 350 cc kopklep-blok uit de FN M13.

## Salira
In 1953 werd het familiebedrijf een NV (Société Anonyme Lion Rapide (Salira). Vanaf dat moment werden de motorfietsen onder twee merknamen gevoerd: de "luxe" modellen als "Lion Rapide", de "volksmotoren" als "Salira". In 1955 verdween de naam "Lion Rapide" geheel, en werden alleen nog Salira-modellen aangeboden. Intussen werden ook ILO-tweetakten tot 250 cc ingebouwd. In hetzelfde jaar verschenen de Salira-bromfietsen met 48 cc HMW-blokjes en aan het begin van de zestiger jaren werd Honda die in dezelfde stad een fabriek had, benaderd om inbouwmotoren te leveren, enkele prototypen werden gebouwd, tot een productie is het nooit gekomen.
We spreken nu van een periode waarin het de Belgische motorfietsindustrie niet voor de wind ging: de "Grote Drie" (FN, Saroléa en Gillet) sloegen de handen ineen maar moesten desondanks hun modellenlijnen sterk inkrimpen. Ook bij Salira moesten enkele modellen geschrapt worden. In 1957, nadat nog enkele nieuwe bromfietsmodellen waren verschenen, stapte het bedrijf over op de productie van kachels.